# Charles Hutton
Charles Hutton, angleški matematik, * 14. avgust 1737, Newcastle upon Tyne, † 27. januar 1823, London.
Hutton je bil predavatelj matematike na Kraljevi vojaški akademiji v Woolwichu.